# Stenbittjärnen (Åsele socken, Lappland, 711109-155978)
Stenbittjärnen är en sjö i Åsele kommun i Lappland och ingår i Ångermanälvens huvudavrinningsområde. Sjön har en area på 0,127 kvadratkilometer och ligger 412,4 meter över havet.

## Delavrinningsområde
Stenbittjärnen ingår i det delavrinningsområde (711046-155987) som SMHI kallar för Utloppet av Stenbittjärnen. Medelhöjden är 447 meter över havet och ytan är 1,1 kvadratkilometer. Det finns inga avrinningsområden uppströms utan avrinningsområdet är högsta punkten. Vattendraget som avvattnar avrinningsområdet har biflödesordning 4, vilket innebär att vattnet flödar genom totalt 4 vattendrag innan det når havet efter 186 kilometer. Avrinningsområdet består mestadels av skog (77 procent). Avrinningsområdet har 0,13 kvadratkilometer vattenytor vilket ger det en sjöprocent på 11,4 procent.